# 詹姆斯·法蘭科
詹姆斯·愛德華·法蘭科（英語：James Edward Franco，1978年4月19日—）是一位美國男演員、製片人、導演、編劇和作家。法蘭科參演的首部電影為1999年的《一吻定江山》。法蘭科在2001年電視電影《詹姆斯狄恩》中主演詹姆斯·狄恩，並使他贏得了金球獎迷你影集或電視電影類最佳男主角。他後持續在超級英雄電影《蜘蛛人》（2002年）、《蜘蛛人2》（2004年）和《蜘蛛人3》（2007年）中飾演哈利·奧斯本；並因《蜘蛛人3》而入圍了土星獎最佳男配角。2005年，他執導了首部電影《新猩人類》。
在主演愛情片《王者之心》（2006年）後，法蘭科相繼參演了戰爭片《空戰英豪》（2006年）、搭檔犯罪喜劇片《菠蘿快遞》（2008年），以及與西恩·潘共同主演的傳記片《自由大道》（2008年）。其中他憑《菠蘿快遞》入圍了金球獎最佳音樂及喜劇類電影男主角。而使法蘭科入圍奧斯卡最佳男主角獎的是在生存傳記片《127小時》（2010年）中主演的艾倫·洛斯頓一角。之後，他又出演了獲得成功反響的科幻片《猩球崛起》（2011年）。
2012年，法蘭科主演的犯罪喜劇片《放浪青春》儘管票房成功，但評價則有些褒貶不一。2013年，他相繼主演了奇幻片《奧茲大帝》和災難喜劇片《大明星世界末日》，其中前者使他入圍了青少年票選獎電影票選獎：科幻片男演員。同於2013年，他也執導並主演了《彌留之際》。2014年，他在充滿爭議的諷刺喜劇片《名嘴出任務》中飾演一名打算暗殺朝鮮領導人的記者。2015年，他為頗受好評的動畫電影《小王子》中的狐狸一角配音。法蘭科於2017年自導自演的傳記喜劇片《大災難家》獲得了一致好評，並使自己在第75屆金球獎上贏得了最佳音樂及喜劇類電影男主角。

## 早年生活
法蘭科出生於加利福尼亞州帕羅奧圖。他的母親貝琪是一名作家，父親道格拉斯是商人。父親有葡萄牙和瑞典血統。母親是猶太人。法蘭科的外祖母經營一家藝術畫廊，是猶太國民議會婦女的成員。詹姆斯是家中長子，有兩個弟弟，弟弟戴夫·法蘭科受他的影響也成為演員。
法蘭科少年時開始想成為演員，他違背他父母的期望從美國加州大學洛杉磯分校（UCLA）輟學，去追求他成為演員的夢想，法蘭科到西部劇場參加表演課程，這段期間，法蘭科靠在麥當勞工作養活自己。

## 職業生涯
法蘭科的演員生涯開始於1990年代後期。2001年他開始投入一部傳記電影（James Dean）的演出，為了演繹已故巨星詹姆斯·狄恩，他首次嘗試抽菸、學吉他和騎摩托車，並不斷研究詹姆斯·狄恩出演的電影。他沉浸在角色中也切斷和親友的聯繫，劇中出色的表現使年僅23歲的他贏得金球獎最佳男主角。
2002年，法蘭科在超級英雄電影《蜘蛛俠》（Spider-Man）中飾演綠惡魔的兒子哈利·奧斯朋，而獲得國際的聲譽和知名度，此後陸續出演《蜘蛛俠2》和《蜘蛛俠3》。
2006年以帥氣小生之姿先後主演《王者之心》（Tristan & Isolde） 、《征服怒海》（Annapolis）和《空戰英豪》（Flyboys）等電影。
2008年，憑電影《菠蘿快車》獲得金球獎喜劇類電影最佳男主角提名，同年在《米尔克》（Milk）中飾演哈維·米爾克的情人史考特·史密斯，他得到獨立精神獎最佳男配角。
2010年，法蘭科在電影《127小時》（127 Hours）飾演受困的登山者，挑戰大量的獨角戲和內心戲，他的表現獲得一致的讚譽，也讓他首次獲得奧斯卡金像獎最佳男主角的提名，演技備受肯定，並贏得獨立精神獎最佳男主角。
2011年，法蘭科主演了科幻電影《猩球崛起》，同年擔任第83届奥斯卡金像奖頒獎典禮主持人。2014年，他與好友塞斯·羅根共同出演充滿爭議的電影《名嘴出任務》。
2016年，法蘭科推出了自導自演的電影《勝負未決》，該片在第73屆威尼斯影展上作全球首映，並定於2017年2月17日在美國有限上映。同年，他與布萊恩·克萊斯頓、柔伊·德區共同主演的家庭喜劇片《惱爸偏頭痛》獲得了成功的票房。2017年起，他在HBO電視劇《墮落街傳奇》中擔任主演，同時也一人分飾兩角。同於2017年，法蘭科自導自演了傳記喜劇片《大災難家》。該片獲得了普遍好評，並有影評人認為這是法蘭科自《127小時》的奧斯卡提名後的最佳表現。

## 學業
法蘭科戲外勤學，2006年他重讀加州大學洛杉磯分校，攻讀英語與創意寫作，於2008年獲得學士學位。之後他成為四校的研究生，在哥倫比亞大學、紐約大學分別主修創意寫作和電影制作，並在布魯克林學院和沃倫·威爾遜學院攻讀小說創作和詩歌，2010年他獲得藝術碩士學位。
2010年他成為耶魯大學文學博士生，同時也到羅德島設計學院修課，2011年他錄取為休斯頓大學的創意寫作班的博士生。

## 外部連結
- 詹姆斯·法蘭科的X（前Twitter）
- 詹姆斯·法蘭科在互联网电影资料库（IMDb）上的資料（英文）